# Indalecio Liévano Reyes
Indalecio Liévano Reyes (Carmen de Apicalá, 1834-1913), fue un matemático, ingeniero y astrónomo colombiano.
Fue profesor de la Facultad de Ingeniería de la Universidad Nacional de Colombia, director del Observatorio Astronómico Nacional y autor de numerosos libros, estudios y memoriales. Estudió y propuso la construcción del ferrocarril que comunica a Bogotá con Girardot y el de Zipaquirá a Nemocón.
Tras un violento incendio en las Galerías Arrubla de su propiedad, Indalecio Liévano encargó al arquitecto francés Gastón Lelarge en 1902 la construcción del Palacio Liévano, edificio ubicado en el costado occidental de la Plaza de Bolívar y que en la actualidad es la sede de la Alcaldía Mayor de Bogotá.
Su libro titulado "Investigaciones científicas" fue publicado en 1871 dividido en cuatro partes: "Teoría de las paralelas", "Cuestiones de aritmética", "Cuestiones de álgebra" y "Estudios filosóficos". En él propuso entre otros el concepto de números inconmensurables y el cálculo del interés compuesto.

## Familia
Se casó con Margarita Danies Kennedy. Fue padre del urbanista Nicolás Liévano Danies y abuelo del historiador y diplomático Indalecio Liévano Aguirre.